# Ejército Republicano Irlandés (1922-1969)
El Ejército Republicano Irlandés original (IRA) libró una guerra de guerrillas contra el gobierno británico en Irlanda en la Guerra de Independencia de Irlanda entre 1919 y 1921. Su finalidad era que Irlanda fuera completamente independiente de Reino Unido, para lo cual recurrieron a acciones armadas empleando tácticas de guerrilla.

## Historia
En 1918, el partido nacionalista irlandés Sinn Féin terminaría ganando las elecciones y contando con el respaldo del IRA como organización armada. Posteriormente, entre 1919 y 1921, el país se vio sumido en la guerra, con el IRA enfrentándose a la policía y al ejército británico.
Tras la firma del Tratado anglo-irlandés el 6 de diciembre de 1921, el IRA en los 26 condados que estaban para convertirse en el Estado Libre Irlandés dividido entre partidarios y opositores del Tratado. Los antitratado, a veces referidos por las fuerzas del Estado Libre como «irregulares», continuaron usando el nombre de Ejército Republicano Irlandés (IRA) o en irlandés Óglaigh na hÉireann, al igual que la organización en Irlanda del Norte que originalmente apoyó el lado protratado (que no el Tratado). Óglaigh na hÉireann también se adoptó como el nombre del Ejército Nacional pro-Tratado, y sigue siendo el título legal oficial de las Fuerzas de Defensa irlandesas.